# Devadi
En la mitología hindú, Devadi es un hijo de Pradiba y hermano de Sandana, en cuyos estados vivió alejado del mundo y entregado a la vida contemplativa.
Envidioso Indra de la virtud que tenía Devadi para devolver a los viejos la fuerza juvenil con solo tocarlos, castigó el reino de Sandana con una sequía que duró doce años. Los brahmanes supusieron que aquel castigo lo enviaba el cielo por no haber elegido rey a Devadi, modelo de virtudes, en lugar del hermano, poco cumplidor de los deberes religiosos. Conocedor Sandana de este descontento, quiso partir con Devadi sus dominios, a lo que éste no accedió no creyendo merecer tal distinción.